# Chungking Mansions
Chungking Mansions (chinesisch 重慶大廈 / 重庆大厦, Pinyin Chóngqìng Dàshà, Jyutping Cung4hing3 Daai6haa6) ist ein Gebäude an der Südspitze von Kowloon am Anfang der Nord-Süd-Hauptverkehrsader Nathan Road im Stadtteil Tsim Sha Tsui von Hongkong. Es ist bekannt für die kulturelle Vielfalt der Bewohner und Besucher – etwa 10.000 Besucher täglich – sowie für die preisgünstigen Beherbergungsmöglichkeiten. Der Bau, mit vielen Ethnien aus der ganzen Welt auf engem Raum, wird von den Einheimischen und Bewohnern des Gebäudes auch liebevoll Little United Nations (etwa: „die kleine UN“) genannt. Manchmal wird die Atmosphäre im Gebäude mit der 1993/94 abgerissenen Kowloon Walled City verglichen und aufgrund der vielen afrikanischen Kleinhändler und Geschäftsleute als Hongkongs inoffizielles afrikanisches Viertel beschrieben.

## Etymologie
Das Gebäude ist nach dem „Chongqing-Markt“ (重慶市場) benannt, einem kleineren eingeschossigen Gebäude, der sich bis in die Fünfzigerjahre an diesem Standort befunden hatte. Dessen Name verweist wiederum auf die chinesische Großstadt Chongqing – nach der veralteten Transkription der Chinesischen Post Chungking geschrieben. Während des Zweiten Weltkriegs zur Zeit der japanischen Besetzung Hongkongs wurde das Gebäude kurzzeitig in Chuko-Markt /> (中興市場, englisch Zhōngxīng Market – „Zhongxing-Markt“) umbenannt.

## Gebäude und Nutzung
Das Gebäude mit Mischnutzung besteht aus fünf Blöcken (A bis E) mit jeweils 17 Etagen mit insgesamt 770 Wohnungen, von denen sich die Einkaufspassagen über die untersten beiden Etagen und das Untergeschoss erstrecken. Diese Einkaufspassagen bestehen aus verschiedenen kleinen Läden und Wechselstuben. Die oberen Etagen der fünf Blöcke werden von jeweils zwei Aufzügen bedient und sind nicht miteinander verbunden. Der eine Aufzug bedient die Geschosse mit geraden Zahlen, der andere die mit ungeraden Zahlen. Neben Wohnungen befinden sich dort einfache Restaurants, wie beispielsweise afrikanische Bistros, nepalesische Restaurants, kleine indische, pakistanische Familiengastronomie für Curryspeisen, Gastronomie der südostasiatische Küche sowie Hostels und Hotels der untersten Preiskategorie. Die kleinen Läden verkaufen oft Mobiltelefone sowie zugehörigen Dienstleistungen und Zubehör, wie beispielsweise SIM- und Telefonkarten, o. Ä. Daneben finden sich dort auch viele Läden für Bekleidung (z. B. Saris), spezielle Snacks und Kiosks sowie verschiedene Waren des Grauen Markts insbesondere für den Retail- und Exporthandel nach Südostasien und Afrika.
Die verschiedenen Einkaufspassagen des Chungking Mansions haben im Gebäude jeweils einen separaten Eingang. Sie sind baulich voneinander getrennt und intern nur über Fluchtwege miteinander verbunden. Alle Einkaufspassagen haben jeweils ihren Hauptzugang auf der Hauptfassadenseite des Gebäudes auf der Nathan Road.
Cke
Die Einkaufspassage Cke (重慶站商場, englisch Chungking Express) kann auch über einen separaten Eingang an der Seitenstraße der Nathan Road betreten werden. Sie befindet sich auf einem Teil der zweiten und dritten Etage, besitzt jedoch außer Fluchttüren keinen regulären Durchgang zum Rest des Gebäudes. Im Vergleich zur Einkaufspassage im Erdgeschoss ist das Cke optisch ansprechend gestaltet und sauber gehalten, besteht jedoch ebenfalls aus engen Gängen und kleinen Läden, die eher untypisch für ein Hongkonger Einkaufszentrum in dieser prominenten Lage sind.
WK Square
Eine weitere Einkaufspassage ist das 2014 eröffnete WK Square (WK廣場), ehemals Wood House (活方商場, November 2009–2013), im Untergeschoss des Gebäudes, das über einen separaten Eingang auf der Nathan Road betreten werden kann. Im Cke und WK Square ist das Verhandeln um Preise – anders als im restlichen Gebäude – eher unüblich und man kann dort auch hochwertige Waren erwerben.

## Geografie
Das Chungking Mansions befindet sich im geschäftigen Yau Tsim Mong Distrikt am südlichen Ende der Halbinsel Kowloon an der Kreuzung von Nathan Road und Peking Road. Es liegt in direkter Nachbarschaft zu Tsim Sha Tsui-Ost (englisch East Tsim Sha Tsui, 尖沙咀東, meist kurz 尖東, englisch TST-East), nahe der Kreuzung der beiden Hauptverkehrsstraßen Salisbury Road und Nathan Road.

### Lage und Umgebung
In unmittelbarer Nähe liegen die MTR-Bahnhöfe Tsim Sha Tsui bzw. East Tsim Sha Tsui und höherpreisige Hotels und Einkaufszentren. Das Kowloon Mosque and Islamic Centre, der Kowloon Park und das Tsim Sha Tsui Public Pier von Star Ferry sind in fußläufiger Entfernung. Das Hochhaus ISQUARE mit Einkaufszentren ist direkt gegenüber. Ebenfalls in der Nähe ist das Hochhaus Mirador Mansions, das von der Bewohnerschaft und dem Gebäudezustand an das Chungking Mansions erinnert, jedoch kleiner und weniger bekannt ist. Um die Ecke auf der Salisbury Road direkt am Meeresufer, parallel zum Victoria Harbour, befinden sich der Tsim Sha Tsui Clock Tower, das Peninsula-Hotel und das Hong Kong Cultural Centre Complex, ein Ensemble verschiedener Museen und Kultureinrichtungen (z. B. Hong Kong Cultural Centre, Hong Kong Museum of Art, Hong Kong Space Museum, Salisbury Garden, Avenue of Stars).

## Geschichte
Das ehemalige eingeschossige Vorgängergebäude Chungking Mansion hieß „Chongqing-Markt“ (重慶市場, englisch Chungking Market, Chongqing Market). Zur Zeit der japanischen Besetzung Hongkongs (1941–1945) hieß das Gebäude kurzzeitig „Zhongxing-Markt“ (中興市場, englisch Zhōngxīng Market), nach der japanischen Aussprache „Chuko-Markt“ (englisch Chūkō Market). Der Bau der heutigen Chungking Mansions begann 1959 und wurde am 11. November 1962 als gehobenes Wohn- und Geschäftshaus fertiggestellt. Es war eines der höchsten Gebäude im Stadtbezirk. Daher stammt der Name Mansions, was so viel wie Herrenhaus bedeutet. Die Bewohner und Ladenbetreiber im Chungking Mansions waren überwiegend chinesischer und zum Teil indischer Herkunft. Die unübersichtliche Innenarchitektur und einfachste Bauweise führte zum schnellen Wertverfall der Wohneinheiten, die sich im Besitz von mehreren hundert Eigentümern befanden. Amerikanische Soldaten (GIs), die sich während des Vietnamkriegs (1955–1975) in Hongkong aufhielten, suchten gegen Ende der 1960er Jahre Prostituierte im Chungking Mansions auf.

Chungking Mansions – Außen – Haupteingang
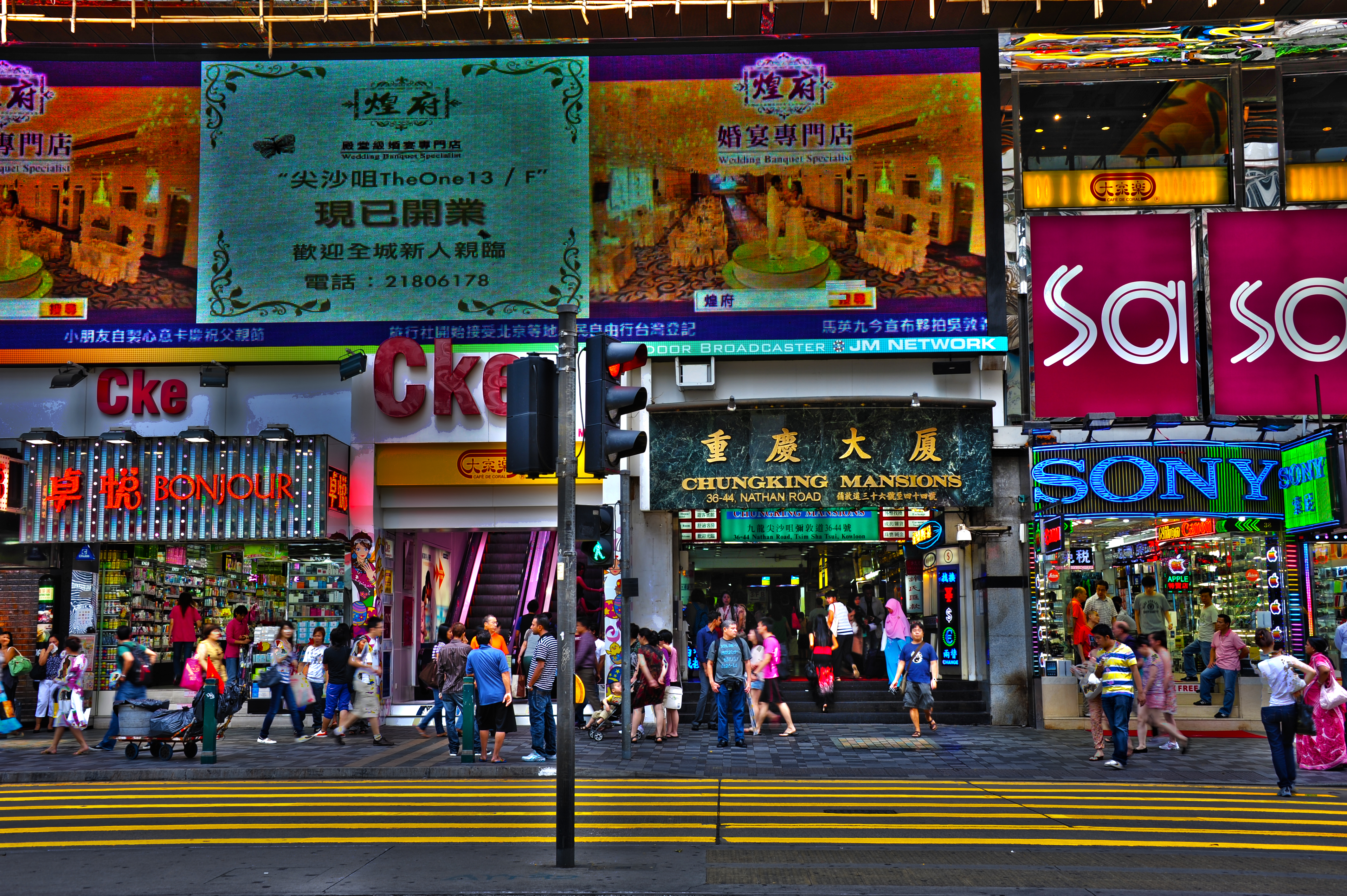
Haupteingang Tag – Ck Mansion, 2011
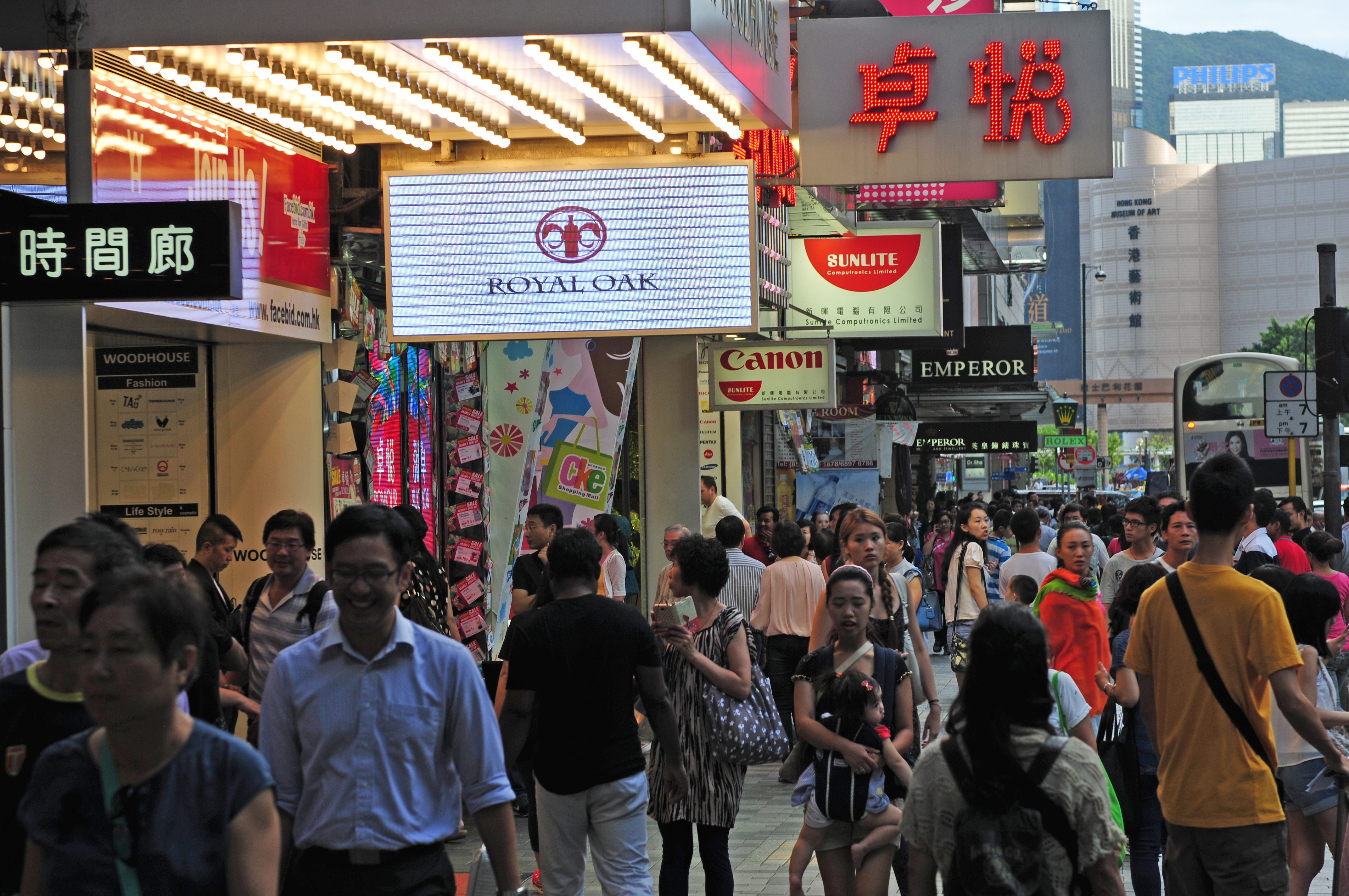
Bürgersteig Nathan Road – Ck Mansion, 2013
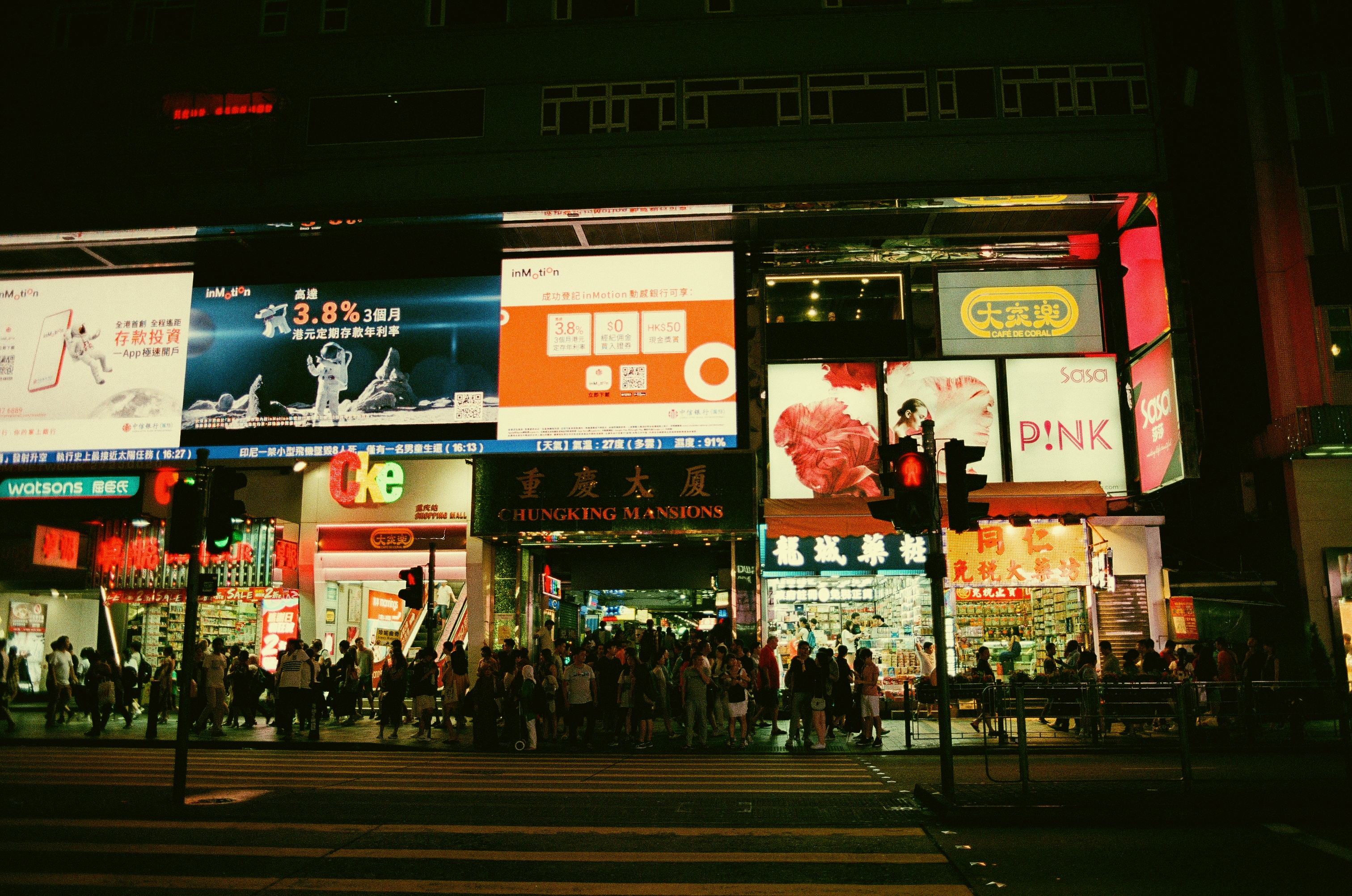
Haupteingang Nacht – Ck Mansion, 2018
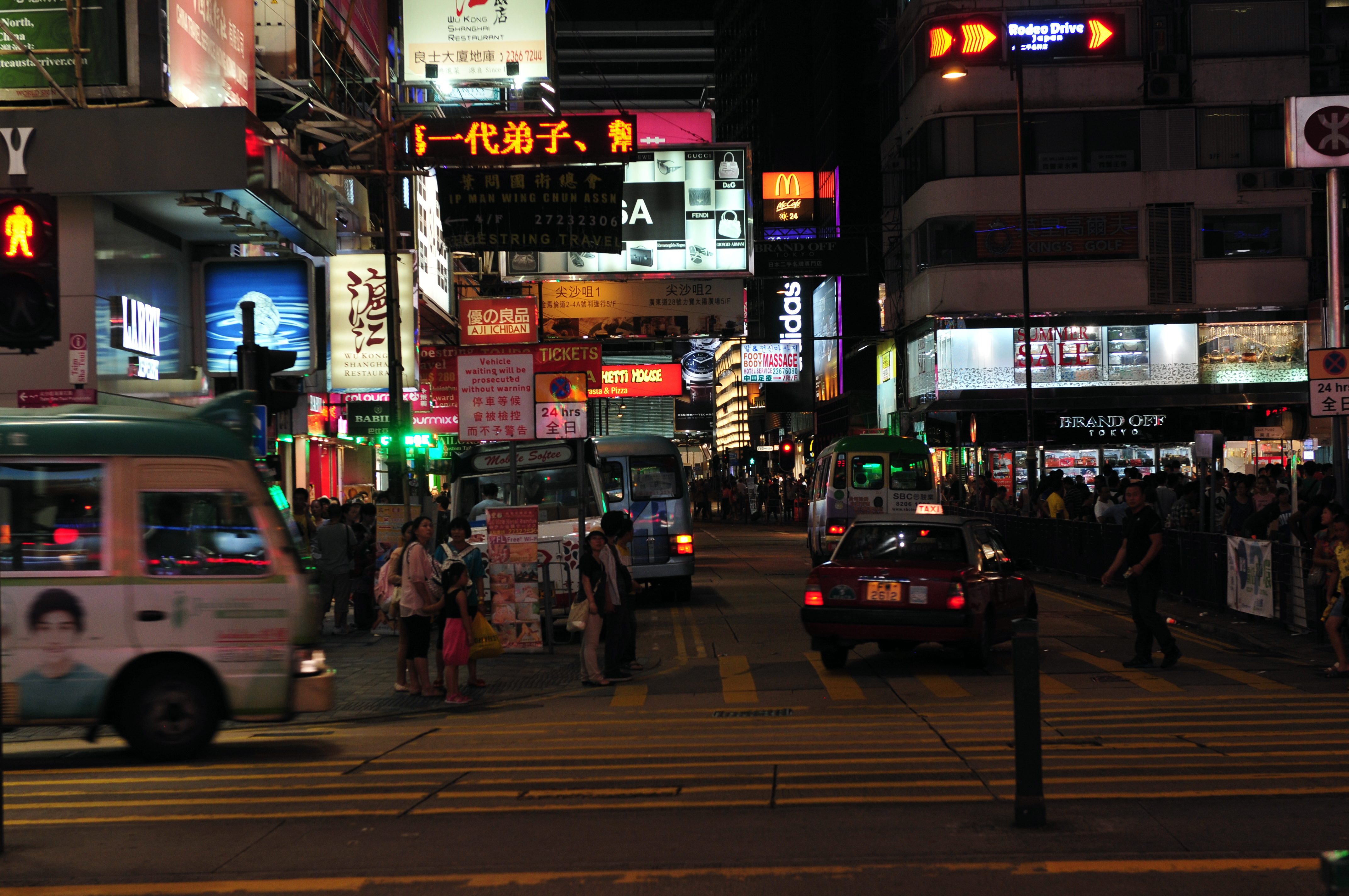
Ansicht aus Haupteingang – Richtung Peking Road, 2013

Immer mehr Wohnungseigentümer verließen das Gebäude und viele Wohnungen wurden zu Hostels mit kleinen Zimmern umgebaut. Ende der 1970er Jahre war das Chungking Mansions ein beliebter Beherbergungsort für Rucksacktouristen und wurde von den Lonely-Planet-Reiseführern empfohlen. Die große Anzahl Bewohner und Besucher belastete die Infrastruktur des Gebäudes, die nicht für die vielen Gästezimmer ausgelegt war. Es gab häufig Brände im Gebäude. Im Jahr 1966 und 1971 kam es zu zwei Großbränden, 1971 wurden dabei 14 Menschen verletzt. Zwischen 1985 und 1988 wurden 29 Brandmeldungen gezählt. Im Februar 1988 verunglückte ein dänischer Tourist, als er versuchte, durch ein Fenster vor einem Feuer zu flüchten. Im Juli 1993 kam es aufgrund einer Überlastung zu einer Explosion und einem Brand im Hausanschlussraum für Strom. Die Elektrizitäts- und Wasserversorgung fiel für zehn Tage und Nächte aus. Nachdem das Chungking Mansions bei der Hongkonger Bevölkerung ohnehin schon in Verruf war, nahmen nun die Forderungen zu, die Missstände abzuschaffen. Die Lizenzbestimmungen für Gasthäuser wurden verschärft und mehrere Dutzend Gasthäuser geschlossen. Die Polizei führte Razzien durch und verhaftete illegale Migranten. Die Eigentümerschaft stellte Geldmittel zur Renovierung und Verbesserung der technischen Gebäudeausrüstung bereit (bis 1999 über 13 Mio. HKD).
In den fünf Jahren der ersten Phase des Verbesserungsprogramms gab es mehrere Maßnahmen, um das Gebäude aufzuwerten. Eine Videoüberwachungsanlage mit 204 Videokameras wurde bis 2004 im gesamten Gebäude installiert und 2013 auf 303 Kameras erweitert. Die Kameras decken etwa 70 Prozent der relevanten Flächen ab. Künftig soll die Zahl der Kameras etwa 80 bis 90 Prozent der relevanten Flächen abdecken. Ein privater Sicherheitsdienst wurde engagiert, der rund um die Uhr im Gebäude Streife geht. Zentral überwachte Brandmelder wurden installiert. Die feierliche Inbetriebnahme zum Abschluss der ersten Phase der Instandsetzung und Renovierung wurde mit einem Löwentanz gefeiert. In der zweiten Phase wurden die Außenfassaden instand gesetzt (incl. Abbau der Klimaanlagen an der Hauptfassade). Im Gebäudeinneren wurden Aufzugsanlagen technisch optimiert und überholt, Lobbys vor den Aufzügen renoviert, die Beleuchtung der Flure sowie elektrische Leitungen erneuert. Am 11. November 2011, zum Ende der zweiten Phase, wurde die Renovierung der gesamten Außen- und Frontfassade inklusive Medientafel und Beleuchtung zur Nathan Road fertiggestellt und mit einem Lichteffekt als Blickfang ausgestattet. Die Gesamtkosten der Maßnahmen beliefen sich auf rund 19 Millionen HKD (ca. 2,0 Mio. Euro). Sie wurden zum 50. Jubiläum des Chungking Mansions feierlich abgeschlossen.

Chungking Mansions – Innen – Hauptgebäude
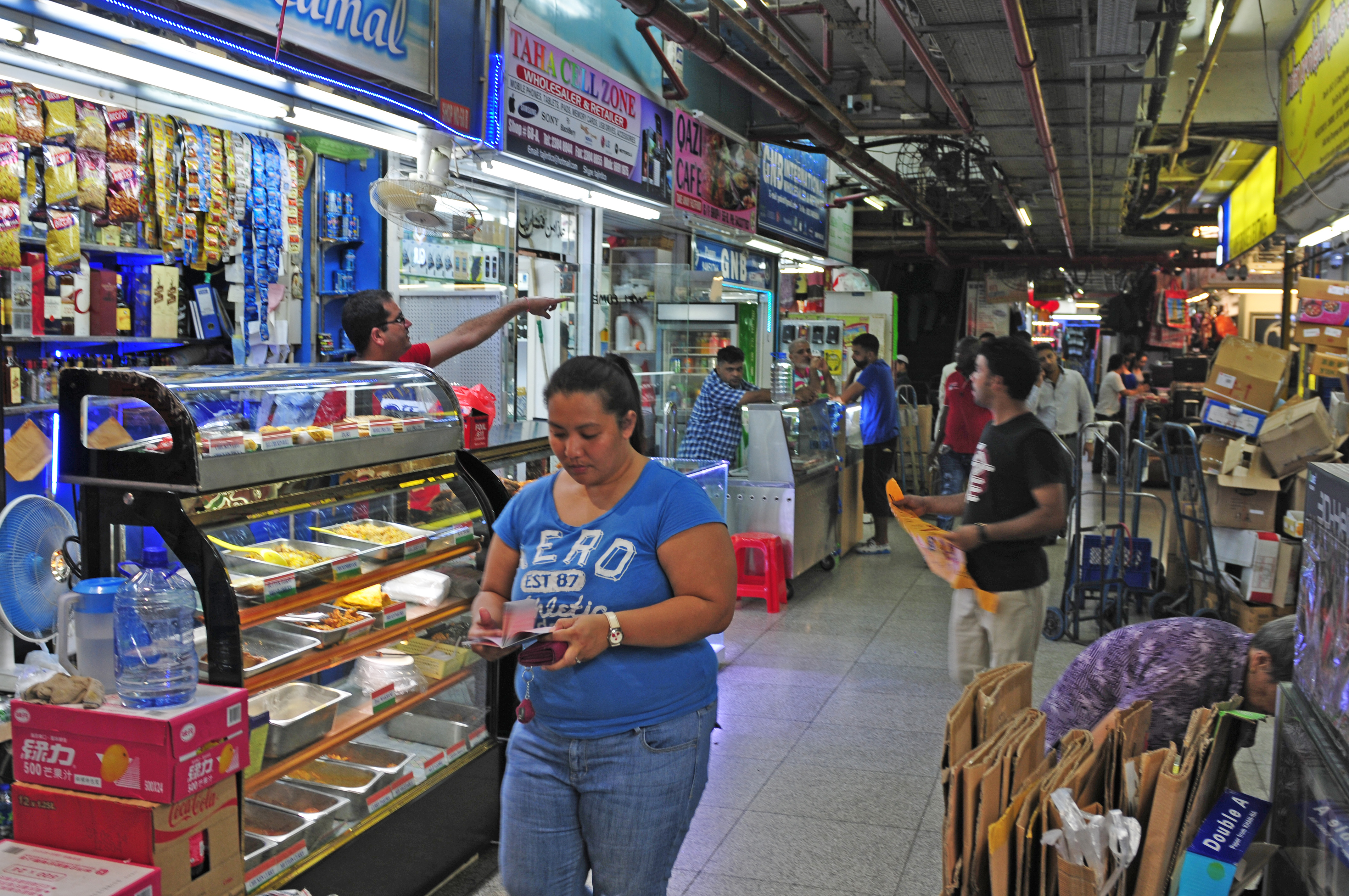
Snacks, Imbisse – Einkaufspassage, 2013
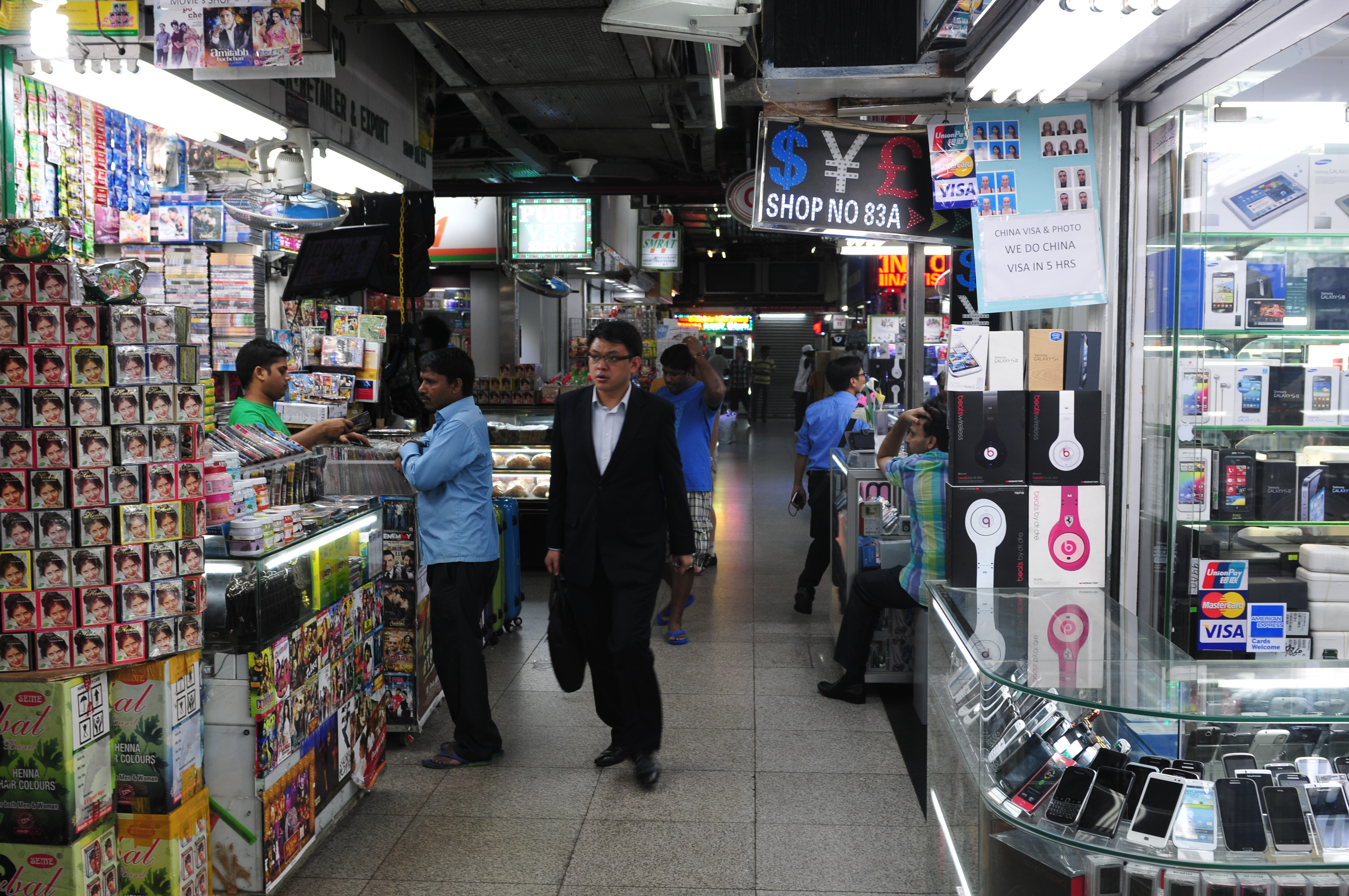
Handys, Kosmetik – Einkaufspassage, 2013
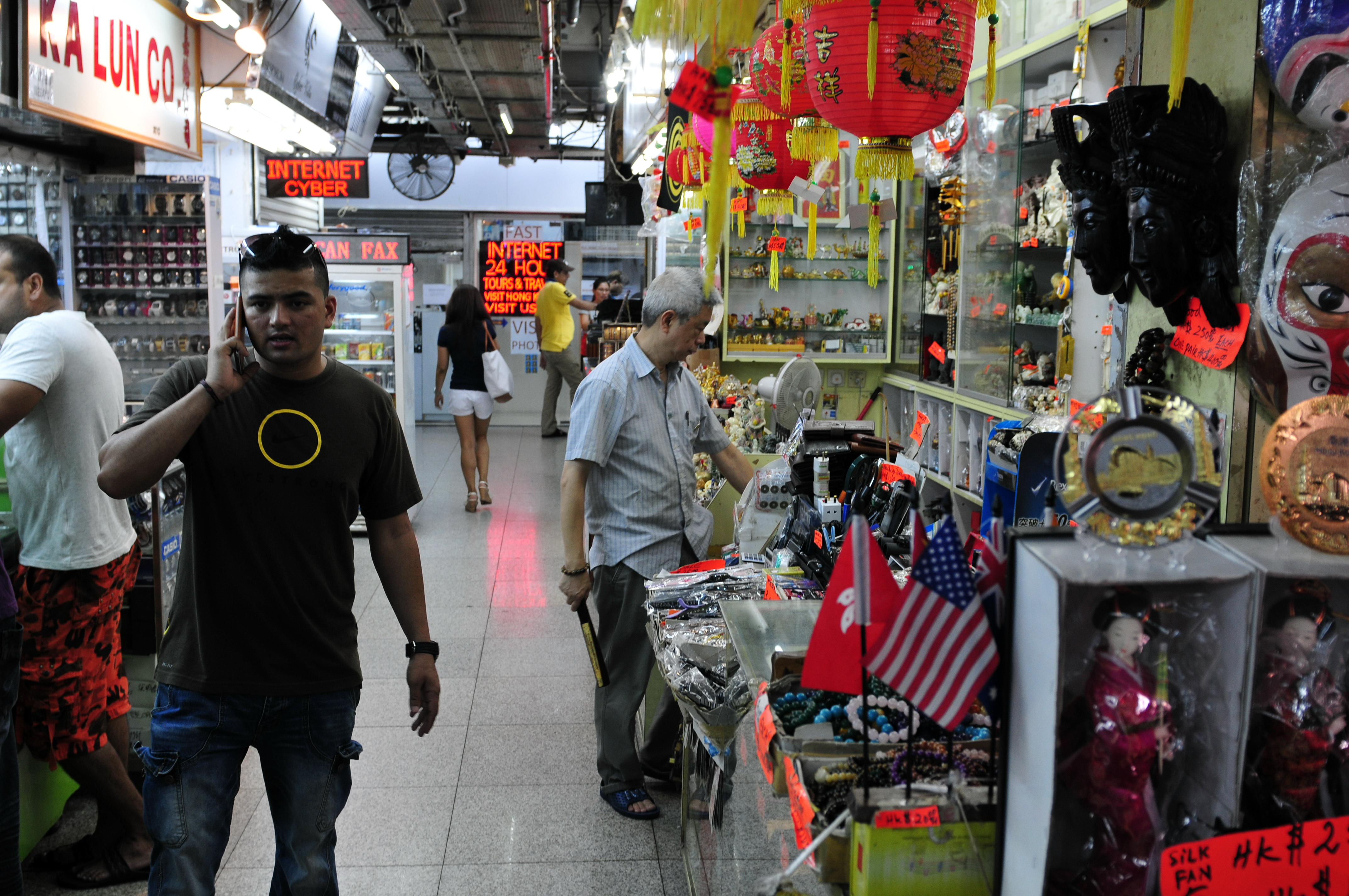
Uhren, Alltagsprodukte – Einkaufspassage, 2013
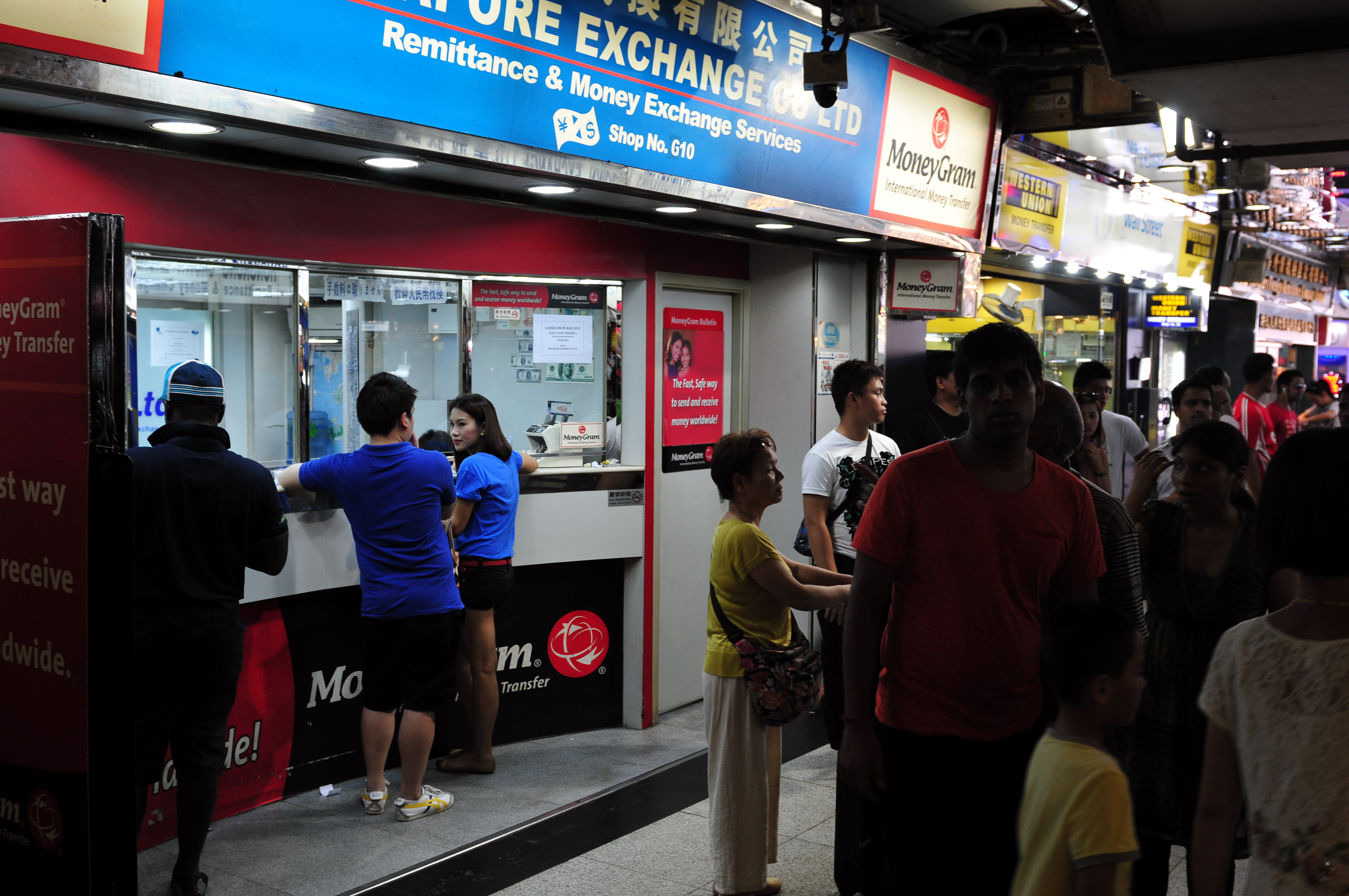
Wechselstube Geldtransfer – Einkaufspassage, 2013

## Bewohner und Eigentümer

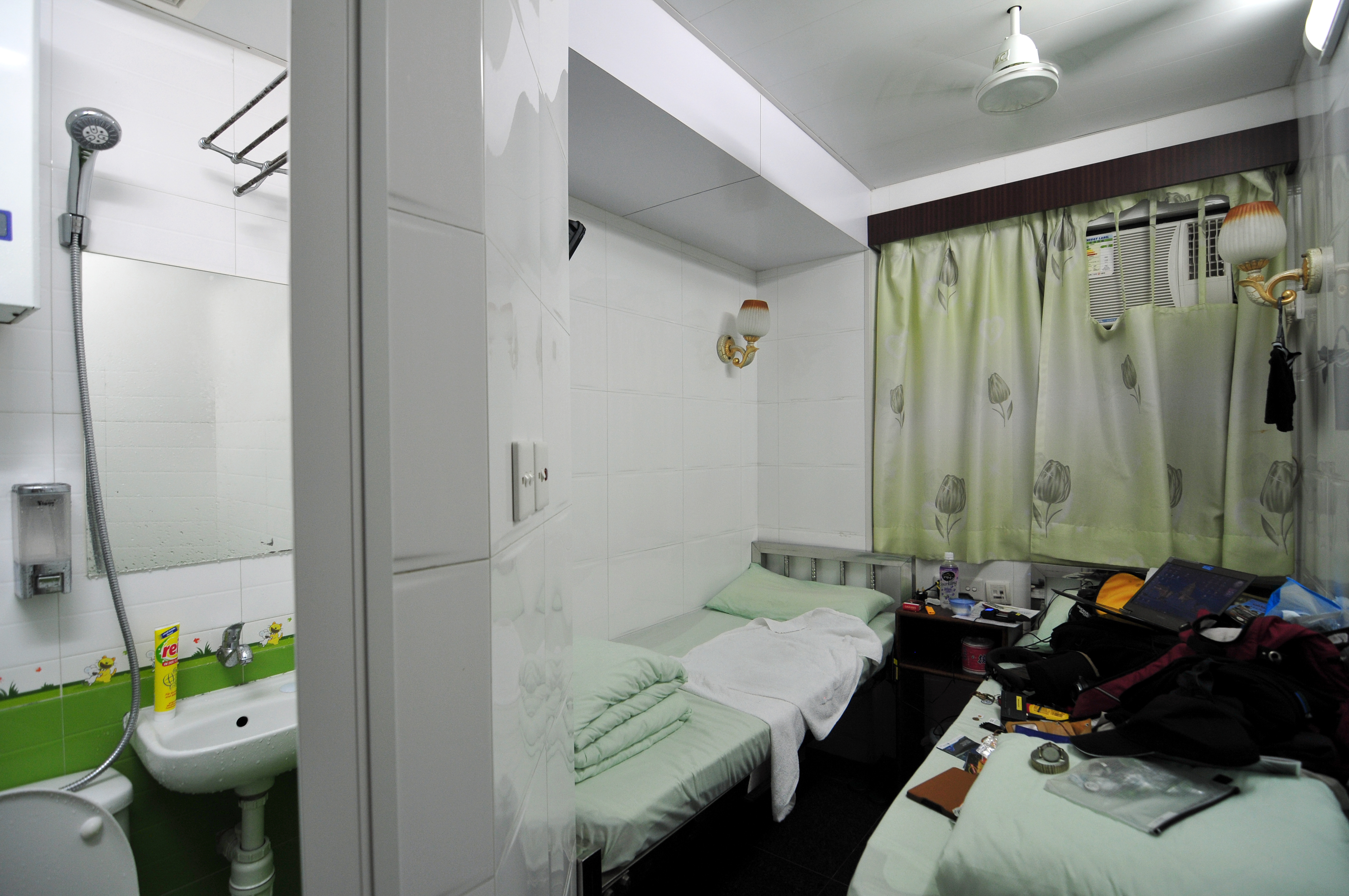
Sehr kleines Zimmer der Gästehäuser – Nasszelleneinheit mit Dusche und WC, 2013

Der Anthropologe Gordon Mathews (麥高登) von der Chinesischen Universität Hongkong besuchte über mehrere Jahre regelmäßig das Chungking Mansions und schrieb darüber wissenschaftliche Aufsätze. Jeden Tag halten sich geschätzt 4000 Menschen im Chungking Mansions auf, hauptsächlich aus Indien, Pakistan, Nepal und anderen südasiatischen sowie afrikanischen Ländern. Mathews zählte 129 Nationalitäten in den Gästebüchern der rund 90 Gasthäuser mit insgesamt 1000 Betten. Insgesamt gibt es 380 Geschäfte, Gasthäuser und davon rund 20–30 Restaurants.
Mathews beschreibt das Chungking Mansions als Beispiel für die Globalisierung der unteren Klasse („low-end globalization“). Geschäftsreisende aus Entwicklungsländern nutzen die liberalen Einreisebestimmungen Hongkongs, um günstig an Waren zu gelangen, die sie in ihrer Heimat verkaufen können. Nach Mathews’ Schätzung basierend auf den Absatzzahlen für Mobiltelefone verschiedener Händler, wurden 20 % der Mobiltelefone in Afrika südlich der Sahara im Chungking Mansions gehandelt. Zwar gäbe es auch Drogenmissbrauch, Prostitution und gelegentlich ethnische Konflikte, die meisten Bewohner würden jedoch friedlich im Chungking Mansions leben, um ungestört Geld verdienen zu können. Dennoch sind nicht alle Aktivitäten legal. So werden zum Beispiel Produktfälschungen von Mobiltelefonen, Computern und anderen Waren gehandelt. In den oberen Etagen sollen laut Mathews einige Restaurants und Gästezimmer ohne Lizenz betrieben werden. Einige Angestellte reisen als Touristen oder Asylbewerber ohne Arbeitserlaubnis ein, oder haben ein legales Arbeitsverhältnis als Haushaltshelfer, werden statt im Haushalt des Arbeitgebers jedoch in einem Gasthaus eingesetzt. Die Gasthäuser und Restaurants sind angewiesen auf billige, illegale Arbeitskräfte, um den niedrigen Preis für ihre Kundschaft mit geringer Kaufkraft halten zu können.
Im Jahr 2007 besaßen 920 Eigentümer Wohn- und Geschäftseinheiten im Chungking Mansions. Man schätzt, dass rund 4.000 Bewohner im Gebäude leben. Entgegen der Länderverteilung in der Bewohnerschaft sind die Eigentümer zu 70 % Chinesen und 30 % Südasiaten. Trotz des schlechten Gebäudezustands ist der Wert der Einheiten aufgrund der ausgezeichneten Lage und der vielen Besucher in den letzten Jahren gestiegen. Ein gut besuchtes Restaurant in den oberen Etagen hatte im Jahr 2007 einen Wert von 2,5 Mio. HKD (ca. 270.000 EUR), eine 65 m² große Wohnung 1,4 Mio. HKD (ca. 150.000 EUR). Die Eigentümer profitieren von der Wertsteigerung und von laufenden Einnahmen durch Vermietung und Verpachtung, so dass ein Neubau für einen potentiellen Investor wenig rentabel erscheint.

## Beherbergungsbetrieb
Das Chungking Mansions ist in den Etagen 3 bis 17 geprägt von Beherbergungsbetrieben, meist werden diese als „Guest House“ bezeichnet. Diese Herbergen bieten kleine Zimmer an, die meist ein oder zwei Betten und eine kleine Sanitärzelle haben. Dusche und WC sind oft aus Platzmangel als eine Einheit am gleichen Ort untergebracht. Die Gasthäuser sind beengt und einfach ausgestattet. WLAN ist überall verfügbar. Alle Gasthäuser, die Fahrstühle und die Treppenhäuser sind per Videoüberwachung gesichert.

## Sicherheitszwischenfälle (Auswahl)
- 14. September 1966 – Großbrand – keine Verletzten[27]
- 3. März 1971 – Großbrand – 14 Verletzte[27]
- 21. Februar 1988 – Brand – 9 Verletzte, 1 Todesopfer – dänischer Rucksacktourist auf der Flucht vor Feuer durchs Fenster gestorben.[12][28][29]
- 21. Juli 1993 – Explosion im Hausanschlussraum für Strom – zehntägiger Stromausfall[30][12][28][29]
- 25. Juli 1993 – Vergewaltigung – 26-jährige indische Bewohnerin durch drei Bekannte in der eigenen dunklen Wohnung nach gewaltsamem Einbruch vergewaltigt – zur Zeit des zehntägigen Stromausfalls nach einer Explosion.[31]
- 17. Februar 1995 – Mordfall – 37-jährige indische Touristin Sushila Pandey durch den 54-jährigen Partner und Reisebegleiter aus Sri Lanka Attanayake Wasala Dangamuwa ermordet.[28]
- 11. August 2010 – Mordfall – 29-jähriger Mann aus der Mongolei mit Stichwunden im Zimmer einer Pension tot aufgefunden.[32]
- 18. Juli 2011 – Brand – eine in fünf Mini-Einheiten[Fn. 8] geteilte Wohnung im siebten Geschoss des Gebäudes geriet in Brand – 3 Verletzte.[28]
- 2. Juni 2013 – Vergewaltigung – 21-jährige chinesische Studentin aus Peking im Hostelzimmer durch den bereits in Hongkong verurteilten indischen Sexualstraftäter Azad Mohammad Farhan vergewaltigt.[33][34][35][36]

## Referenzen in den Medien (Auswahl)

### Roman und Printmedien
- In der Mai-Ausgabe 2007 des US-amerikanischen Time-Magazins – The Best of Asia – wurde Chungking Mansions von Liam Fitzpatrick als „Best Example of Globalization in Action“ mit gelegentlichen Rassenkonflikten beschrieben und als kulturell vielfältigster Ort Hongkongs, wo sich Einheimische, Festlandchinesen, Gastarbeiter, gewöhnliche Touristen und Rucksacktouristen vermischen und zusammenleben.[37]
- In dem Time-Magazine-Artikel von Christopher Shay zum Roman Nine Dragons (2009) des US-amerikanischen Autor Michael Connelly wird Chungking Mansion als „Casablanca der Postmoderne“ – ein „Alles-in-einem-Gebäude“ – bezeichnet.[38]
- Die Zeitung The Economist verglich 2011 das Gebäude mit der „Mos Eisley Cantina“ im Raumhafen von Tatooine im Film Star Wars und zitiert den US-amerikanischen Anthropologen Gordon Mathews mit den Worten „…whereas the illegalities in Chungking Mansions are widely known, the wondrousness of the place is not“ (deutsch etwa „…während kriminelle Aktivitäten im Chungking Mansions allgemein bekannt sind, ist es seine Wundersamkeit nicht“).[39]

### Film und Fernsehen
- Der Kinofilm Chungking Express (1994) von Wong Kar-Wai wurde zum Teil in und um Chungking Mansions gedreht und gibt die Atmosphäre des Gebäudes in einer künstlerischen Interpretation wieder. In diesem Film wurde der Begriff „Vereinte Nationen von Hongkong“ geprägt. Da die Darstellung des Chungking Mansions im Film den Inhabern nicht gefiel, wurden die Drehgenehmigungen zurückgezogen, was dazu führte, dass viele Teile des Films in benachbarten Gebäuden, vor allem im Mirador Mansions, gedreht werden mussten.[40]
- In der im Februar 2011 erschienenen CNN-World-Reportage China, hip-hop and the new Sudan mit einem Interview des Ex-Kindersoldaten und sudanesischen Hip-hop-Star Emmanuel Jal, beschrieb der Reporter Peter Shadboldt das Chungking Mansions als Hongkongs inoffizielles afrikanisches Viertel.[3]
- In der zweiten Episode der ersten Staffel der Fernsehshow Das Duell um die Welt befand sich eine Unterkunft von Klaas Heufer-Umlauf in den Chungking Mansions. In dem augenscheinlich stark heruntergekommenem Hostel namens Ranjeet’s Guesthouse fühlte sich der Moderator so unwohl, dass er es vorzog, an einer stark frequentierten Kreuzung im Freien zu schlafen. In einer Beschreibung aus dem Off zitierte dessen Kontrahent Joko Winterscheidt den Wikipedia-Artikel zu Chungking Mansions mit dem Hinweis auf die Baufälligkeit und damit verbundenen Forderungen, das Gebäude abzureißen.